# 숨팡고

숨팡고

숨팡고(스페인어: Zumpango)는 멕시코 멕시코주에 위치한 도시로 면적은 244.08km2, 인구는 127,988명(2005년 기준)이다.